# Constantin Marinescu
Constantin Marinescu (* 12. Februar 1923 in Bukarest) ist ein ehemaliger rumänischer Fußballspieler. Er bestritt 150 Spiele in der höchsten rumänischen Fußballliga, der Divizia A.

## Karriere
Die Karriere von Constantin Marinescu begann im Jahr 1940, als er in die erste Mannschaft von Unirea Tricolor Bukarest kam und am 2. März 1941 sein erstes Spiel in der höchsten rumänischen Fußballliga, der Divizia A, bestritt. Am Ende der Saison kam er zwar nur auf sechs Einsätze, trug aber dennoch seinen Teil zum Gewinn der Meisterschaft bei. Bedingt durch den Zweiten Weltkrieg kam er nach Einstellung der Divizia A auf zunächst auf keine weiteren Einsätze.
Nach Kriegsende schloss sich Marinescu dem Lokalrivalen Carmen Bukarest an. Dort gelang ihm im Jahr 1946 zunächst die Qualifikation zur Divizia A und in der ersten Saison nach Wiederaufnahme des Spielbetriebs die Vizemeisterschaft. Nach der Zwangsauflösung des Vereins durch die rumänische Regierung im Sommer 1947 wechselte er zum Ligakonkurrenten Jiul Petroșani.
Zu Beginn des Jahres 1950 erhielt Marinescu die Gelegenheit, zu Dinamo Bukarest zu wechseln. In der Hauptstadt konnte er in den Jahren 1951 und 1952 die Liga erneut als Vizemeister beenden. Nach zwei weiteren Stationen in der Divizia A – bei Metalul Hunedoara und Progresul Bukarest – beendete er im Jahr 1956 seine aktive Laufbahn.

## Nationalmannschaft
Marinescu kam zwischen 1947 und 1949 zu elf Einsätzen in der rumänischen Nationalmannschaft, ohne dabei ein Tor erzielen zu können. Seinen Einstand hatte er am 22. Juni 1947 gegen Jugoslawien.

## Erfolge
- Rumänischer Meister: 1941
- Rumänischer Vizemeister: 1947, 1951, 1952
- Rumänischer Pokalfinalist: 1941